# Sunil Dutt
Balraj Dutt, noto con il nome di Sunil Dutt (Jhelum, 6 giugno 1930 – Mumbai, 25 maggio 2005), è stato un attore, produttore cinematografico, regista e politico indiano.
Si è sposato con Nargis l'11 marzo 1958.
Ha un figlio, Sanjay Dutt, attore molto famoso di Bollywood e due figlie.
Ha iniziato la sua carriera in radio, per poi dedicarsi a tempo pieno al cinema.
Nel 1984 è stato eletto anche in Parlamento.
Durante la sua carriera ha vinto molti premi in India.

## Filmografia

### Regista
- Yaadein (1964)
- Reshma Aur Shera (1971)
- Daku Aur Jawan	(1978)
- Rocky (1981)
- Dard Ka Rishta	(1982)
- Yeh Aag Kab Bujhegi (1991)

### Attore
- Railway Platform (1955)
- Kundan	(1955)
- Rajdhani (1956)
- Kismet Ka Khel	(1956)
- Ek Hi Raasta (1956)
- Payal (1957)
- Madre India (Mother India) (1957)
- Sadhna	(1958)
- Post Box 999 (1958)
- Sujata	(1959)
- Insan Jaag Utha (1959)
- Didi (1959)
- Usne Kaba Tha (1960)
- Hum Hindustani	(1960)
- Ek Phool Char Kaante (1960)
- Duniya Jhukti Hai (1960)
- Chhaya (1961)
- Main Chup Rahungi (1962)
- Jhoola		(1962)
- Yeh Rastey Hain Pyar Ke		(1963)
- Nartakee		(1963)
- Mujhe Jeene Do		(1963)
- Gumrah		(1963)
- Aaj Aur Kal (1963)
- Yaadein (1964)
- Ghazal		(1964)
- Beti Bete		(1964)
- Waqt		(1965)
- Khandaan		(1965)
- Mera Saaya		(1966)
- Gaban		(1966)
- Amrapali		(1966)
- Milan		(1967)
- Mehrban		(1967)
- Hamraaz		(1967)
- Sadhu Aur Shaitaan		(1968)
- Padosan		(1968)
- Gauri		(1968)
- Pyaasi Sham		(1969)
- Meri Bhabhi		(1969)
- Jwala		(1969)
- Chirag		(1969)
- Bhai Bahen		(1969)
- Darpan		(1970)
- Bhai-Bhai		(1970)
- Reshma Aur Shera		(1971)
- Jwala		(1971)
- Zindagi Zindagi		(1972)
- Zameen Aasmaan	(1972)
- Jai Jwala		(1972)
- Man Jeete Jag Jeet		(1973)
- Heera		(1973)
- Pran Jaye Par vachan Na Jaye		(1974)
- Kora Badan		(1974)
- Geeta Mera Naam		(1974)
- Dukh Bhanjan Tera Naam		(1974)
- 36 Chante		(1974)
- Umar Qaid		(1975)
- Himalay Se Ooncha		(1975)
- Zakhmee		(1975)
- Nehle Pe Dehla		(1976)
- Nagin		(1976)
- Sat Sri Akal		(1977)
- Paapi		(1977)
- Ladki Jawan Ho Gayi		(1977)
- Gyaniji		(1977)
- Darinda		(1977)
- Charandas		(1977)
- Aakhri Goli		(1977)
- Ram Kasam		(1978)
- Kaala Aadmi		(1978)
- Daku Aur Jawan		(1978)
- Salaam Memsaab		(1979)
- Muqabla		(1979)
- Jaani Dushman		(1979)
- Ahimsa		(1979)
- Yari Dushmani		(1980)
- Lahu Pukarega		(1980)
- Ganga Aur Suraj		(1980)
- Ek Gunah Aur Sahi		(1980)
- Shaan		(1980)
- Rocky		(1981)
- Dard Ka Rishta		(1982)
- Badla Ki Aag		(1982)
- Yaadon Ki Zanjeer		(1984)
- Raaj Tilak		(1984)
- Laila		(1984)
- Faasle		(1985)
- Mangai Dada		(1986)
- Kala Dhanda Goray Log		(1986)
- Watan Ke Rakhwale		(1987)
- Dharamyudh		(1988)
- Yeh Aag Kab Bujhegi		(1991)
- Pratigyabadh		(1991)
- Hai Mmeri Jaan		(1991)
- Kurbaan		(1991)
- Virodhi		(1992)
- Phool		(1993)
- Kshatriya (1993)
- Parampara		(1993)
- Munnabhai MBBS		(2003)